# Harry Mussen
Harry Mussen (12 de março de 1874, data de morte desconhecida) foi um ciclista britânico. Ele competiu na prova dos 100 quilômetros nos Jogos Olímpicos de 1908, em Londres.